# Pies Baskerville’ów (film 2000)
Pies Baskerville’ów (ang. The Hound of the Baskervilles) – kanadyjski film kryminalny z 2000 roku w reżyserii Rodneya Gibbonsa, będący adaptacją powieści Arthura Conana Doyle’a pod tym samym tytułem.
W 2001 roku film otrzymał nagrodę Gemini za najlepsze kostiumy.

## Fabuła
Sir Charles Baskerville umarł w tajemniczych okolicznościach. Wśród okolicznych mieszkańców krąży wieść, że z jego śmiercią dopełniła się klątwa, która przez dwieście lat ciążyła nad rodziną Baskerville’ów. Głosiła ona, że ostatni potomek rodu zginie zamordowany przez wielką czarną bestię, błąkającą się po wrzosowiskach. Po śmierci sir Charlesa wraca do Anglii jego siostrzeniec, Henry. Niebawem i jemu ktoś zaczyna grozić śmiercią. Sherlock Holmes i doktor Watson próbują wyjaśnić tę sprawę.

## Obsada
Źródło: Filmweb
- Matt Frewer – Sherlock Holmes
- Kenneth Welsh – doktor Watson
- Jason London – sir Henry
- Emma Campbell – Beryl
- Robin Wilcock – Stapleton
- Gordon Masten – doktor Mortimer
- Arthur Holden – pan Barrymore
- Leni Parker – pani Barrymore
- Joe Cobden – Perkins
- Jason Cavalier – Seldon